# Ablagerungsmilieu
Ablagerungsmilieu ist ein Begriff aus der Geologie, der die Umweltbedingungen beschreibt, unter denen ein Sediment abgelagert oder ein Fossil eingebettet wurde (Paläoumwelt). In der Fossilisationslehre spielt das Ablagerungsmilieu eine große Rolle, da das weitere Schicksal des Gesteins oder des Fossils (Diagenese, Epigenese usw.) davon abhängt. Als Bezeichnung wird ein Adjektiv in Kombination mit den Begriffen „Sediment“ oder „Ablagerungsgebiet“ verwendet. Der Begriff ist eng verwandt aber nicht deckungsgleich mit dem der sedimentären Fazies, der die Ausbildung eines Gesteins beschreibt, genauer Material, Struktur, Textur, Fossilinhalt usw., wobei alle diese Kriterien von den Umweltbedingungen im Ablagerungsraum abhängen.

## Bezeichnungen
Folgende Attribute sind üblich, um Ablagerungsräume bzw. deren Sedimente näher zu charakterisieren:
- aerisch oder auch subaerisch: an der freien Luft (nicht zu verwechseln mit äolisch, einem Attribut, das Wind als Transportmedium vor dem Zeitpunkt der Ablagerung bezeichnet)
- terrestrisch: zur festen Landoberfläche gehörig, auf dem Lande entstanden
- fluviatil: allgemein auf Fließgewässer bezogen, im Zusammenhang mit der Sedimentation auch synonym zu  alluvial[1], bezeichnet z. B. Sedimente von Fluss- oder Bachbetten, Flussstrände[2] (Gleithänge), Überschwemmungsgebiete von Flüssen (Schwemmebenen)
  - fluvioglazial (auch: glazifluvial oder glazifluviatil): transportiertes bzw. abgelagertes Material aus Gletscherbächen. Die Bezeichnung wird nach dem überwiegenden Prozess geordnet, d. h. glaziofluvial bei mehrheitlich glazialem Einfluss bzw. fluvioglazial bei überwiegend fluvialem Einfluss. Sander z. B. entsprechen einem fluvioglazialen Ablagerungsraum.
- deltaisch: Ablagerung im Bereich eines Flussdeltas (Übergangsbereich zum marinen Milieu, siehe unten)
- ästuarin: Ablagerung im Bereich eines Ästuars (Übergangsbereich zum marinen Milieu, siehe unten)
- glazial: Bezeichnung für Prozesse, Bildungen u. ä., die im Zusammenhang mit Gletschern oder kontinentalen Eisschilden auftreten (überlappt mit dem Transportmedium Gletscher).
  -  supraglazial: Ablagerung bzw. Transport auf der Gletscheroberfläche
  -  subglazial: Material im Gletscheruntergrund wird an der Gletscherbasis transportiert bzw. abgelagert
  -  englazial: im Gletscherinneren transportiertes Material (z. B. Mittelmoränen oder Material das in Gletscherspalten fällt)
  - periglazial: während einer Kaltzeit im unvergletscherten Gebiet entstanden
  -  proglazial: Prozesse und Formen, die sich im Vorland eines Eiskörpers abspielen oder gebildet werden[3]
- lakustrisch (lakustrin,[4] lakusträr, lakuster) oder limnisch: auf die Umgebung eines Süßwassersees bezogen[2]
- palustrisch (palustrin): Ablagerung im Bereich eines Moores
- paralisch: zusammenfassend für die Ablagerung im Bereich von Küstengewässern und Küstenebene
- brackisch: auf das Brackwasser bezogen, d. h., auf Gewässer mit Salzgehalten unterhalb des mittleren Salzgehaltes der Ozeane, z. B. auf Mündungsgebiete großer Flüsse (Deltas, Ästuare) oder sogenannte Verdünnungsbecken
- hypersalinar: auf Gewässer mit Salzgehalten oberhalb des mittleren Salzgehaltes der Ozeane (Salzseen, übersalzene Lagunen oder sogenannte Konzentrationsbecken) bezogen (siehe auch → Evaporit)
- marin: biologisch: im Meer (lat. mare) lebend oder von dort herstammend oder zum Meer gehörend;[5] geologisch: alle unter Mitwirkung des Meeres und im Meer ablaufenden Prozesse und sich bildenden Formen,[6] bezeichnet hinsichtlich des Salzgehaltes der Ablagerungsumwelt Gewässer, die den mittleren Salzgehalt der Ozeane aufweisen (in diesem Zusammenhang auch als vollmarines Milieu bezeichnet). Im Einzelnen kann weiter untergliedert werden in:

-  submarin: Bezeichnung für Prozesse, Bildungen u. ä., die unterhalb der Meeresoberfläche auftreten.
- litoral: der Bereich entlang der Küste sowie als Eigenschaftsbezeichnung für Formen, Kräfte und Vorgänge, die in Küstenbereichen in Erscheinung treten, beispielsweise Litoralfazies, Litoralsediment, Litoralfauna
  -  sublitoral: in fast ständig vom Wasser bedeckten flachen Schelf unterhalb des Einflussbereichs der normalen Gezeiten
  -  eulitoral: in der Gezeitenzone zwischen der Hoch- und Niedrigwasserlinie, im Einflussbereich der normalen Gezeiten
  -  supralitoral: in der Spritzwasserzone oberhalb der Hochwasserlinie der normalen Gezeiten
  -  epilitoral: im Einflussbereich des Meeresufers

- tidal: im Einflussbereich der Gezeiten, hier auch
  -  subtidal: unterhalb des Einflussbereichs der normalen Gezeiten
  -  intertidal: im Einflussbereich der normalen Gezeiten
  -  supratidal: oberhalb des Einflussbereichs der normalen Gezeiten

- neritisch oder  flachmarin: auf dem Schelf, bis 200 m Tiefe, relativ küstennah
- pelagisch oder  tiefmarin: Meeresbereiche mit mehr als 200 m Tiefe (äußerer Schelf, Kontinentalhang und Tiefseebecken), relativ küstenfern
  - hemipelagisch: die küstennahen pelagischen Meeresbereiche

- basinal: in den topographisch bzw. bathymetrisch tiefsten Teilen eines Sedimentbeckens
- distal: ein in Bezug zum Ursprungsort (Liefergebiet) eines Sedimentes relativ weit entfernter Ablagerungsort (charakterisiert i.e.L. siliziklastische sedimentäre Fazies)
- proximal: ein in Bezug zum Ursprungsort (Liefergebiet) eines Sedimentes relativ naher Ablagerungsort (charakterisiert i.e.L. siliziklastische sedimentäre Fazies)